# دير ميلك
دير ميلك هو دير تابع للرهبنة البندكتية يقع في بلدة ميلك، النمسا.